# Miltochrista defecta
Miltochrista defecta là một loài bướm đêm thuộc phân họ Arctiinae, họ Erebidae.